# Vera Meyerson
Vera Helga Meyerson Persson, född 19 mars 1903 i Göteborgs mosaiska församling, död 5 april 1981 i Linköpings domkyrkoförsamling, var en svensk målare.
Vera Meyerson var dotter till en polsk-judisk invandrare och livsmedelsfabrikör. Hon utbildade sig vid Althins målarskola 1919-1920, där hon förlovade sig med Waldemar Lorentzon. Hon studerade sedan på Föreningen Handarbetets Vänners Verkstadsskola för textilt konsthantverk. Hon fortsatte sedan sina konststudier först 1924 i Florens i Italien och 1925-1926 i non-figurativt måleri för André Lhote och för Fernand Legér på Académie Moderne i Paris.
Genom familjens påtryckningar kom Vera Meyerson att mot slutet av 1920-talet arbeta med reklammåleri vid familjeföretagets reklamavdelning och kom att i sin konst under en tid ägna sig åt porträttmåleri efter studier för Axel Gallen-Kallela i Jyväskylä i Finland 1928.
Under 1930-talets första hälft vistades hon på Beckomberga sinnessjukhus under tre år med diagnosen schizofreni. Hon gifte sig 1936, men hade redan dessförinnan slutat att måla.